# Le Revenant (película de 1913)
Le Revenant (en francés: Le Revenant; pronunciado /lə ʁəvnɑ̃/) es un cortometraje mudo francés en blanco y negro   dirigido por Louis Feuillade, producido por Société des Etablissements L. Gaumont, estrenado en febrero de 1913.

## Personajes
- René Navarre como Danglade.
- Yvette Andréyor como Jeanne Danglade.
- Renée Carl como Mme Danglade-Renaud.
- Paul Manson como Renaud.[2]